# Марана (Л'Аквила)
Марана (итал. Marana) је насеље у Италији у округу Л'Аквила, региону Абруцо.
Према процени из 2011. у насељу је живело 570 становника. Насеље се налази на надморској висини од 798 м.